# Ewaryst Szymański
Ewaryst Szymański (ur. 26 października 1934 w Złoczewie) – polski działacz partyjny i państwowy, w latach 1975–1982 wicewojewoda koszaliński.

## Życiorys
Syn Leona i Zofii. W 1955 wstąpił do Polskiej Zjednoczonej Partii Robotniczej. Od 1959 do 1966 był zastępcą kierownika Wydziału Organizacyjnego, a od 1969 do 1972 kierownikiem Wydziału Ekonomicznego w Komitecie Wojewódzkim PZPR w Koszalinie. Od 1 czerwca 1975 do 30 kwietnia 1982 pełnił funkcję wicewojewody koszalińskiego. Redaktor publikacji zbiorowej Wybrane problemy ekonomiczne województwa koszalińskiego (1972).